# Jean-Baptiste Treilhard
Jean-Baptiste Treilhard (Brive-la-Gaillarde, 3 de janeiro de 1742 - Paris, 1 de dezembro de 1810) foi um político e estadista francês notório durante a Revolução Francesa e o Primeiro Império Francês.

## Revolução
Treilhard foi eleito deputado do Terceiro Estado para os Estados Gerais de 1789 e depois para a Assembleia Nacional Constituinte, onde assumiu a liderança na promoção da Constituição Civil do Clero.
Eleito para a Convenção Nacional em 1792, serviu como magistrado durante o julgamento de Luís XVI, em que votou pela morte do rei. Nesse período também foi membro do Comitê de Salvação Pública, sendo posteriormente excluído pela Montanha.
Preso por Robespierre, Treilhard retornou à Convenção em 1794.

## Diretório
Foi presidente do Conselho dos Quinhentos entre 1795 e 1796, destacando-se pela sua oposição ferrenha à monarquia.
Depois de recusar uma nomeação como embaixador em Nápoles, em 1796, Treilhard serviu como juiz do Tribunal de Cassação, antes que o Diretório o nomeasse ministro plenipotenciário em 1797.
Tornou-se um dos cinco diretores em 15 de maio de 1798 (26 de Floreal do Ano VI), em substituição a Nicolas-Louis François de Neufchâteau, sendo seu presidente entre agosto e novembro daquele ano.
Em junho de 1799, ocorreu o Golpe de 30 de Prairial do Ano VII, em que sua eleição ao Diretório foi invalidada por resolução do Conselho dos Anciões, por alegada irregularidade em sua nomeação. Foi então substituído por Louis-Jérôme Gohier.

## Consulado e Império
Após o Golpe de 18 de Brumário do Ano VIII (1799), foi nomeado vice-presidente do Tribunal de Apelação do departamento do Sena. Presidiu o seção legislativa do Conselho de Estado, em 1802, e participou da elaboração do Código Napoleônico, servindo também como senador.
Foi nomeado Grande Oficial da Legião de Honra em 1804 e Conde do Império em 1808.